# П'єтросул-Ноу
П'єтросул-Ноу (рум. Pietrosul Nou) — село у Фалештському районі Молдови. Входить до складу комуни, адміністративним центром якої є село Фелештій-Ной.

## Населення
За даними перепису населення 2004 року у селі проживали 273 особи, усі — молдавани.